# Plasticitat fenotípica
La plasticitat fenotípica es refereix a qualsevol canvi en les característiques d'un organisme en resposta a un senyal ambiental; és a dir, la propietat d'un genotip de produir més d'un fenotip quan l'organisme es troba en diferents condicions ambientals. Els canvis en els fenotips depenen de factors com el pH, humitat, temperatura, fotoperíode, estacionalitat, entre d'altres. Al seu torn, aquesta plasticitat es pot expressar també com a canvis químics, fisiològics, del desenvolupament, morfològics, de conducta, etc., en resposta a la variació d'aquests senyals ambientals.
El tipus i grau de plasticitat són específics de les condicions ambientals i dels trets individuals dels organismes; per exemple, un mateix tret pot ser plàstic en resposta a canvis en la temperatura, però no al canvi de nutrients, o un cert tret pot ser plàstic en resposta a la temperatura mentre que un altre tret no. La plasticitat és el resultat de molts mecanismes fisiològics, incloent-hi la transcripció, traducció, regulació enzimàtica i hormonal, que produeixen respostes locals o sistèmiques.
La plasticitat fenotípica pot visualitzar-se amb l'ús d'una “norma de reacció”. El terme norma de reacció es refereix al conjunt de fenotips que pot produir un sol genotip en un rang de diferents condicions ambientals, i se sol representar com una funció matemàtica que associa els valors d'un o més paràmetres ambientals als valors d'un tret fenotípic específic. Un caràcter plàstic presenta una norma de reacció variable en resposta a l'ambient, mentre que un caràcter no plàstic presenta un valor ambientalment invariable (una norma de reacció constant o horitzontal en una gràfica del canvi fenotípic davant el canvi ambiental).

## Plasticitat adaptativa i no adaptativa
La plasticitat pot ser adaptativa o no. Per saber si la plasticitat d'un tret és adaptativa cal mesurar la correlació entre la plasticitat del tret i la mitjana d'adequació entre els diferents ambients on sorgeix. La plasticitat adaptativa és la tendència d'un genotip a expressar un fenotip que augmente la seua habilitat de sobreviure i reproduir-se en un ambient donat. La plasticitat no adaptativa inclou qualsevol resposta a una condició ambiental que no augmente la seua adequació.
La plasticitat fenotípica es considera oposada a la canalització; el terme canalització s'utilitza per a descriure un procés de canvi que va dirigit a la reducció de la sensibilitat del fenotip a variables ambientals i al·lèliques; és a dir, es refereix a la condició d'un sistema del desenvolupament que és esmorteït en contra de variacions genètiques o ambientals. La norma de reacció, tanmateix, pot ser canalitzada.
La plasticitat fenotípica adaptativa probablement té un paper molt important en l'habilitat d'una espècie per tolerar i després adaptar-se a un canvi brusc de les condicions de l'ambient, i es pot definir com la norma de reacció que resulta en la producció d'un fenotip que es troba en la mateixa direcció que el valor òptim afavorit per la selecció en el nou ambient. La plasticitat adaptativa, doncs, pot reduir la probabilitat d'extinció en un nou ambient, a més de permetre a les poblacions moure's més fàcilment d'un pic adaptatiu a un altre.
L'adaptació a un nou ambient per plasticitat fenotípica pot comportar la conversió de variació induïda ambientalment no heretable a variació heretable. El procés pel qual aquesta variació induïda ambientalment no heretable esdevé una variació adaptativa heretable se sol denominar “assimilació genètica”. L'assimilació genètica és un procés pel qual un tret induït ambientalment pot expressar-se constitutivament després d'un procés de selecció, és a dir, s'expressa incondicionalment, independentment de l'ambient (es fixa genèticament). Conrad H. Waddington (1953) va mostrar experimentalment aquest fet usant Drosophila melanogaster; en un primer experiment aplicà descàrregues de calor a pupes d'aquesta mosca per induir l'expressió d'un nou fenotip en l'organisme adult, que mostrava venes encreuades reduïdes. Després de 14 generacions seleccionant artificialment amb descàrregues de calor les mosques que mostraven el nou tret plàstic, algunes mosques ja produïen el fenotip de venes encreuades reduïdes sense sotmetre's a la descàrrega de calor. En un segon experiment, Waddington exposà ous de la mosca a èter per induir-hi un nou fenotip anormal “bitorax” en l'adult. Després de 29 generacions seleccionant artificialment el nou tret, les mosques ja produïen el fenotip de bitorax en absència de l'èter, i aquest nou tret era heretable. L'assimilació genètica d'un tret pot afavorir l'evolució de la plasticitat en altres trets, perquè mentre un tret es torna invariable a les condicions ambientals, pot incrementar l'expressió condicional o pressió de selecció sobre la plasticitat d'un altre tret en el mateix organisme.
Pel seu potencial per generar un fenotip de manera gairebé immediata en resposta a l'ambient, la plasticitat fenotípica té un paper molt important a facilitar el sorgiment de fenotips divergents en les poblacions i, donats els mecanismes d'assimilació i estabilització esmentats, se'n condueix a la diversificació. En particular, quan la selecció direccional o disruptiva afavoreix un nou fenotip, les vies genètiques del desenvolupament que subjauen a la plasticitat proveeixen immediatament una resposta àmplia de la població a l'ambient i una variació genètica sobre la qual pot actuar la selecció, promovent l'evolució de diversos fenotips. Una volta induïts, els fenotips promoguts per l'ambient poden ser refinats per selecció amb diversos processos evolutius.

## Restriccions de la plasticitat fenotípica
Les restriccions de la plasticitat fenotípica tenen un gran nombre d'implicacions ecològiques i evolutives. Si no hi haguera restriccions a la plasticitat fenotípica, els organismes continuarien mostrant una plasticitat “infinita” o “perfecta”, expressant el millor valor de cada tret en cada ambient sense cap cost per tenir aquesta habilitat. Els organismes, en general, però, no poden produir consistentment l'òptim per les restriccions associades a ser plàstics. Per exemple, una restricció de la plasticitat és evident quan en el desenvolupament un organisme no és capaç de produir un tret òptim comparat amb el qual produeix un organisme no plàstic. D'altra banda, encara cal més informació empírica per obtenir una visió més completa dels mecanismes que produeixen les restriccions de la plasticitat, així com de la seua importància i freqüència.

## Plasticitat fenotípica: larves de gripau
Un bon exemple d'aquest procés és el que podem veure en els capgrossos d'algunes espècies de gripau. Els capgrossos són sistemes eficaços per induir una exploració ecològica en què poden prendre les millors característiques, per tenir més possibilitats de passar a ser gripaus adults. Aquestes granotes veuen alterat el seu fenotip amb la pressió que poden produir els depredadors en les seues activitats; quan busquen aliment indueixen l'estat d'alerta en què es poden trobar els individus, inducció de cues grans o petites en el cos del capgròs per a agilitat enfront del seu depredador. Aquestes induccions fenotípiques per a supervivència, però, comporten una despesa energètica que es compensa amb un creixement més lent i extremitats o cos reduït. Aquests canvis es veuen influenciats per efectes directes o indirectes del medi; els canvis directes provenen sobretot pels depredadors que són traduïts en canvis corporals; i els canvis indirectes es produeixen per competència interespecífica i canvis de tarannà en els capgrossos.

## Plasticitat fenotípica en el desenvolupament de les plantes
La plasticitat fenotípica ha estat àmpliament estudiada en plantes, les quals poden presentar efectes molt dràstics en el creixement i desenvolupament induïts per l'ambient. Inicialment, els estudis sobre plasticitat en plantes s'enfocaven en la descripció del creixement i morfologia, com la grandària de la planta, nombre de branques, etc. Recentment, alguns estudis s'han centrat en els aspectes de la plasticitat que es relacionen més directament amb l'èxit reproductiu i funcional de les plantes en l'ambient en què creixen. Les plantes poden respondre a canvis en les condicions de l'ambient amb la plasticitat de molts aspectes dels seus fenotips. Per exemple, canvis anatòmics com la vasculatura de les fulles, l'àrea de l'esclerènquima, l'estructura dels nòduls de l'arrel en lleguminoses, etc., pot variar amb l'ambient.
S'ha observat que les plantes responen a les condicions de l'ambient no sols ajustant-hi els seus fenotips, sinó també els de la seua descendència amb canvis en la quantitat i qualitat del subministrament de nutrients a les llavors, i en l'estructura o bioquímica de la coberta de les llavors i els teixits fruiters, etc. Per exemple, s'ha demostrat que en Mimulos guttatus el dany en les fulles primerenques per herbivorisme pot induir a un augment en la densitat de tricomes en les fulles que apareixen després: s'hi palesa que la producció de tricomes és un tret fenotípicament plàstic; a més, s'hi observà que la inducció de més tricomes pot ser transmesa maternalment i que hi ha variació genètica en la capacitat d'aquesta transmissió maternal. La inducció transgeneracional havia estat observada solament en una altra espècie. Agrawal va fer una sèrie d'experiments amb el rave silvestre (Raphanus raphinistrum), i demostrà que tant el dany per herbivorisme causat per l'eruga Pieris rapae, com per tractaments amb àcid jasmònic en les plantes parentals incrementaven la resistència relativa de les plantes de la progènie comparades amb el control. Encara que els mecanismes de l'herència transgeneracional de canvis en els fenotips plàstics no són massa coneguts, possiblement algunes modificacions post-traduccionals de l'ADN o proteïnes amb processos com metilació, acetilació, etc., puguen estar duent-se a terme i persistint en els organismes de la progènie.
L'impacte ecològic i evolutiu d'aquesta herència transgeneracional donada per la plasticitat fenotípica de l'organisme no és massa coneguda i la seua rellevància encara no està prou avaluada. Però aquesta inducció transgeneracional pot arribar a alterar la dinàmica de la comunitat d'herbívors i les interaccions amb altres espècies. Els nous trets donats per la plasticitat fenotípica podrien arribar a ser adaptatius, i facilitarien la supervivència dels organismes que els tenen, seguit d'un procés d'assimilació genètica, ajudant les poblacions a expandir-se dins de nous ambients, i a adaptar-se a altres formes de canvi ambiental.
D'altra banda, el paper de les hormones en la percepció de les condicions ambientals i la seua traducció en respostes plàstiques específiques és àmpliament desconegut. Els efectes de les hormones vegetals en el desenvolupament són particularment complexos, ja que una determinada substància i la seua concentració poden afectar diverses característiques que no depenen solament del teixit o la cèl·lula involucrada, sinó també de les condicions ambientals, l'edat i estat de desenvolupament de la planta. Possiblement, les diferències en les poblacions tant en la producció com en la sensibilitat a diferents hormones vegetals puga contribuir a generar els diferents patrons de resposta plàstica en les plantes, per la qual cosa l'estudi de poblacions ecològicament diferents pot ajudar a proveir informació sobre els mecanismes més propers de les seues respostes plàstiques.

## Plasticitat fenotípica en coralls
S'han observat canvis fenotípics notoris en diferents espècies, com ara: Pseudopterogorgia bipinnata, Briareum asbestinum, Eunicea flexuosa, Pseudopterogorgia elisabethae. En tots aquests casos s'ha comprovat que els canvis ambientals induïts modifiquen estructures macro i micro evolutives. En aquests individus, un dels factors que els pot afectar és la pressió, provocant que les espècies a major profunditat esdevinguen més petites. També s'ha comprovat que l'impacte de l'onatge pot arribar a afectar notòriament l'aspecte dels coralls, perquè per necessitat de resistència, tendeix a fer-se més compacte.

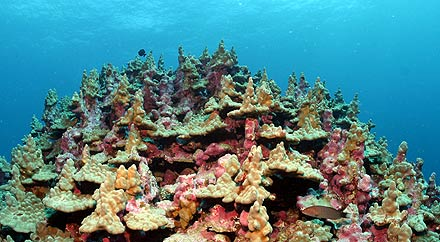
Colònies de Porites lobata a Hawái, en zones sense fort onatge desenvolupa projeccions columnars
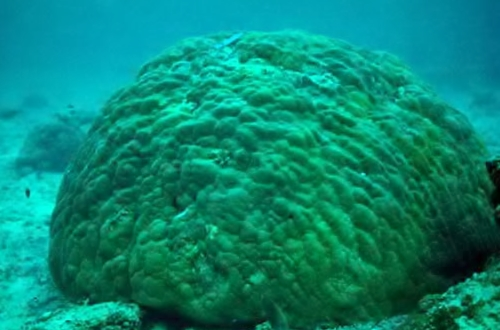
Porites lobata a Samoa Americana, amb fort onatge forma masses compactes
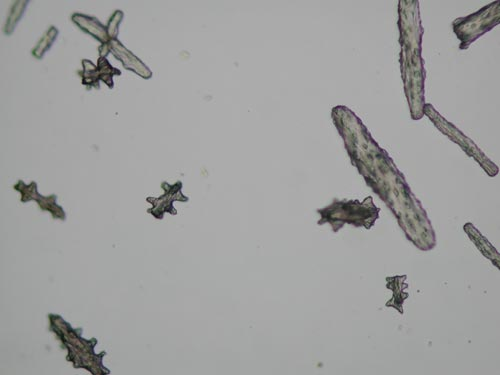
Esclerites en el teixit d'Isidella tentaculum
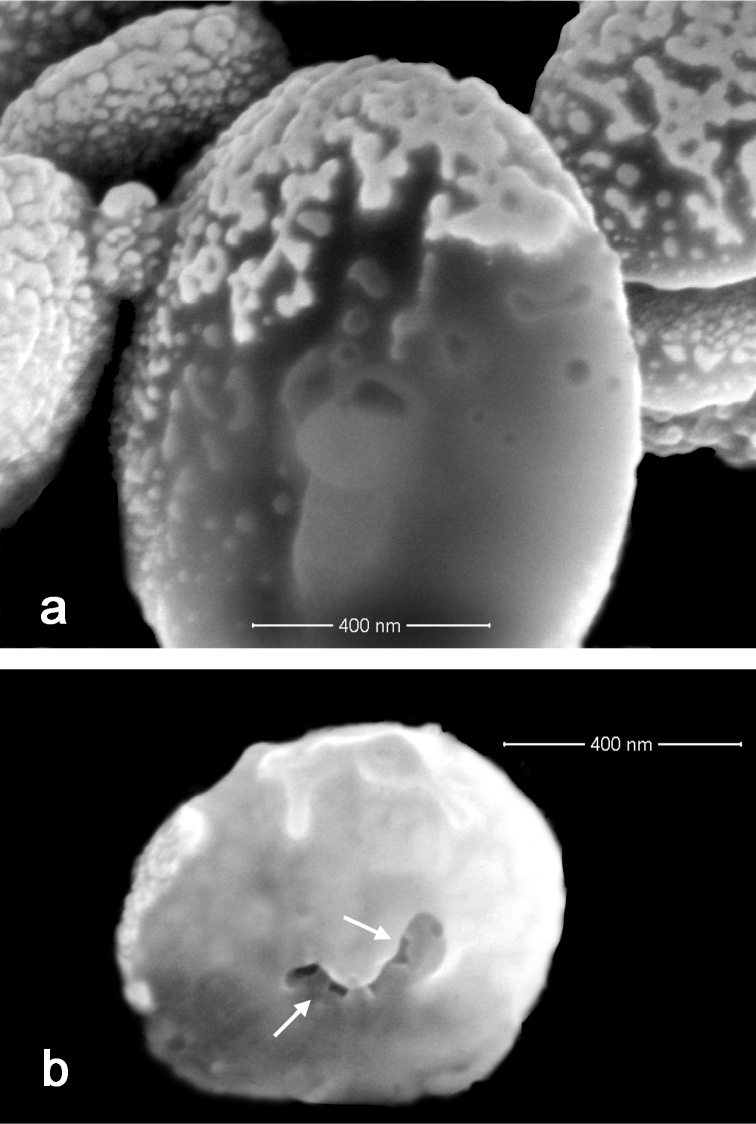
Esclerites d'Ovabunda andamaniensis, corall de la família Xeniidae

A més dels exemples citats, altres coralls com els de la família Gorgoniidae (ordre Alcyonacea), que és una de les més diverses i abundants en aigües poc profundes tropicals i temperades, als oceans Atlàntic i Pacífic, presenten alguns trets fenotípics que són un repte taxonòmic per la seua alta plasticitat, i malgrat això, han estat poc estudiats. És per això que un bon mètode per a la classificació del gènere i les seues espècies és amb les seues espícules, de conformació calcària, que en fan diferents rols, com el de suport esquelètic i estructura de defensa contra factors biòtics i abiòtics. Encara que aquesta classificació pot suportar espècies, alguns estudis revelen que aquestes estructures morfològiques poden variar en la mateixa espècie i fan que aquesta identificació puga contenir errors, per la qual cosa, s'ha tractat d'estandarditzar la seua classificació.

## Plasticitat fenotípica en artròpodes
En els artròpodes, la presència de simbionts intracel·lulars transmesos de generació en generació poden arribar a parasitar el seu sistema reproductor i produir-ne una feminització.
D'aquesta manera els endosimbionts feminitzants fan que els individus genèticament mascles es transformen en femelles. Bacteris com la Wolbachia, Paramixidia o Microspiridia poden ser diferents endosimbionts feminitzants. El mecanisme de feminització és sobretot la inhibició de la diferenciació de la glàndula androgènica, o siga, el bloc de la glàndula que genera hormones masculines. La conseqüència directa n'és que apareix el fenotip femení en individus genèticament mascles.
Un exemple se'n veu en l'Oniscideus o Armadillidium vulgare, organisme diploide —amb dos parells de potes— en què el sexe està determinat ancestralment per cromosomes sexuals. La feminització produïda per un bacteri anomenat Wolbachia genera femelles homogamètiques —una dotació cromosòmica— i heterogamètiques —dues dotacions cromosòmiques—amb només un tipus de mascle. Les recerques revelaren que algunes femelles eren genotípicament mascles, amb la qual cosa la determinació sexual provenia del simbiont i no dels cromosomes.

## Altres exemples
- Un exemple molt il·lustratiu de la plasticitat fenotípica es troba en els insectes socials, colònies que depenen de la divisió dels seus membres en castes distingides, com obrers i soldats. Els individus de les distintes castes difereixen dràsticament, tant físicament com en comportament. Les diferències, però, no són genètiques: en sorgeixen durant el desenvolupament i depenen de la manera que tenen la reina i les obreres de tractar els ous, manipulant factors com la dieta embriònica i la temperatura d'incubació. El genoma de cada individu conté totes les instruccions necessàries per créixer en qualsevol de les formes, però només s'activen els gens que formen part del programa de desenvolupament.
- Un altre cas molt important de plasticitat fenotípica és la capacitat del cervell humà de modificar els seus patrons morfològics, les interaccions en les seues modalitats sensorials i els seus patrons de secreció de neurotrasmissors. Aquests canvis s'originen en virtut de factors externs i interns i representen el fenomen denominat neuroplasticitat.
- En epidemiologia, una teoria popular és que la incidència en augment de la síndrome coronària aguda i la diabetis de tipus II en poblacions humanes que experimenten industrialització es deu a un desajustament entre el fenotip metabòlic determinat en el desenvolupament i l'entorn nutricional al qual després se sotmet un individu. Es coneix com la hipòtesi del fenotip estalviador.

## Plasticitat fenòtica iepigènesi
- Metilació de la citosina de l'ADN: és una modificació de l'ADN, en què un grup metil és transferit des de S-adenosilmetionina a una posició C-5 de citosina per una ADN-5 metiltrasferasa. La metilació de l'ADN ocorre, quasi exclusivament, en dinucleòtids CpG, i té un important paper en la regulació de l'expressió del gen.
- Impressió genètica: la impressió es manifesta només en organismes superiors; són gens que poden modificar-ne el funcionament sense necessitat d'un canvi en la seqüència de l'ADN. Aquest canvi en la forma de manifestar-se que tenen els gens impressos es deu al seu origen parental. Un gen imprès es manifesta d'una manera quan el seu origen és patern i d'una altra quan prové del gàmeta matern. Sembla que hi ha un mecanisme cel·lular que "marca" els gens susceptibles a impressió d'acord amb el sexe de l'individu.
- Modificació d'histones: incloent acetilació, metilació i fosforilació.

També cal indicar que la cèl·lula no pot sintetitzar els orgànuls "de novo", per això a més de la informació que conté l'ADN, necessita informació epigenètica en forma d'almenys una proteïna característica en la membrana de l'orgànul que es vulga sintetitzar. Aquesta informació és transmesa des de la membrana del pare a la de la progènie en forma de l'orgànul.
En esmentar aquests mecanismes, cal recordar que "indirectament", en analitzar l'origen de cada procés en si mateix, estarien involucrats gens; com per exemple els gens de l'enzim ADN-metiltransferasa, histones, etc.